# دیوید مارکونی
دیوید مارکونی (به انگلیسی: David Marconi) فیلم‌نامه‌نویس و کارگردان و تهیه‌کننده فیلم آمریکایی است.

## فیلمشناسی
- خرمن (۱۹۹۳) - نویسنده و کارگردان
- دشمن ملت (۱۹۹۸) - نویسنده
- جان‌سخت ۴ (۲۰۰۷) - نویسنده
- برخورد (۲۰۱۳) - نویسنده و کارگردان
- قرارداد (۲۰۱۵) - نویسنده و تهیه‌کننده
- بیگانه (۲۰۱۷) - نویسنده و تهیه‌کننده